# Каполонго, Ульрих
Ульрих Каполонго (фр. Ulrich Kapolongo; 31 июля 1989, Браззавиль, Республика Конго) — конголезский футболист, нападающий. В различные годы выступал за конголезские клубы «ACNFF» и «КАРА», иорданский «Шабаб аль-Ордон», а также за азербайджанский «Карабах».

## Клубная карьера
В июле 2013 года подписал контракт с «Карабахом» до 2015 года. В 2013 году сыграл пять матчей в Лиге Европы за «Карабах» и забил 1 гол.
16 мая 2014 года «Карабах» объявил о том, что контракт с Каполонго продлён не будет.
25 июля 2014 года подписал контракт с чешским клубом «Теплице».

## Международная карьера
27 марта 2011 года провёл свой первый матч за сборную Конго, противником которой была сборная Ганы, выйдя на замену. Вновь выйти на поле в майке национальной сборной Ульрих смог лишь в 2013 году, уже выйдя в основном составе. Тогда его сборная в товарищеском матче проиграла со счетом 0:3 команде Туниса. Наконец, в третьей по счету игре за национальную сборную, Каполонго сумел отличиться, забив второй гол в ворота сборной Нигера в рамках отборочного цикла к ЧМ 2014 в Бразилии.

## Достижения
- Чемпион Азербайджана: 2014